# Chrysocestis
Chrysocestis är ett släkte av fjärilar. Chrysocestis ingår i familjen Uraniidae.
Kladogram enligt Catalogue of Life:
| Chrysocestis | \| \| Chrysocestis bisignata \| \| \| \| \| \| Chrysocestis fimbrialis \| \| \| \| \| \| Chrysocestis fimbriaria \| \| \| \| \| \| Chrysocestis imperata \| \| \| \| \| \| Chrysocestis institata \| \| \| \| |
|              | \| \| Chrysocestis bisignata \| \| \| \| \| \| Chrysocestis fimbrialis \| \| \| \| \| \| Chrysocestis fimbriaria \| \| \| \| \| \| Chrysocestis imperata \| \| \| \| \| \| Chrysocestis institata \| \| \| \| |
|              | Chrysocestis bisignata |
|              | |
|              | Chrysocestis fimbrialis |
|              | |
|              | Chrysocestis fimbriaria |
|              | |
|              | Chrysocestis imperata |
|              | |
|              | Chrysocestis institata |
|              | |